# Аспіраційна пневмонія
Аспіраційна пневмонія — патологічний стан, який розвивається внаслідок потрапляння в нижні дихальні шляхи орофарингеального секрету, крові або сторонніх тіл. Аспіраційну пневмонію слід відрізняти від хімічного пневмоніту — стану, який розвивається внаслідок аспірації низькокислотного шлункового вмісту.